# Rio Groşeni
O Rio Groşeni é um rio da Romênia, afluente do Teuz, localizado no distrito de Arad.